# Neoconis pistrix
Neoconis pistrix är en insektsart som först beskrevs av Günther Enderlein 1906.  Neoconis pistrix ingår i släktet Neoconis och familjen vaxsländor. Inga underarter finns listade i Catalogue of Life.